# Scholen
Scholen är en kommun och ort i Landkreis Diepholz i förbundslandet Niedersachsen i Tyskland.
Kommunen ingår i kommunalförbundet Samtgemeinde Schwaförden tillsammans med ytterligare fem kommuner.